# Eva Dahlgren
Eva Charlotte Dahlgren Attling f. Dahlgren (født 9. juni 1960 i Umeå) er en svensk sanger og sangskriver. Eva Dahlgren er en af de mest populære svenske sangerinder i Finland, hvor fem af hendes album har solgt til guld. Hun er lesbisk og indgik registreret partnerskab med Efva Attling i 1996. Dahlgren blev borgerligt gift med Attling den 15. november 2009 ved Hotel Rival, i Stockholm.
Hun har også forsøgt sig med en karriere som børnebogsforfatter, og i 2001 debuterede hun med fortællingen Lars & Urban och pudelstjärnorna. Senere er der kommet flere bøger omhandlende Lars & Urban.

## Priser og udmærkelser
Eva Dahlgren har bl.a. modtaget:
- 2008 Evert Taube-stipendet

## Diskografi
- 1978 – Finns det nån som bryr sej om
- 1980 – Eva Dahlgren
- 1981 – För väntan
- 1982 – Tvillingskäl
- 1984 – Ett fönster mot gatan
- 1987 – Ung och stolt
- 1989 – Fria världen 1.989
- 1991 – En blekt blondins hjärta
- 1992 – Eva Dahlgren (engelsksproget album med i stort set samme spor som En blekt blondins hjärta)
- 1995 – Jag vill se min älskade komma från det vilda
- 1999 – Lai lai
- 2005 – Snö
- 2007 – Petroleum och tång
- 2016 – Jag sjunger ljuset
- 2020 – Evalution